# Ansel Guzmán
Ansel Miguel Guzmán Hernáiz (20 marzo 1984) è un ex cestista portoricano.

## Carriera
Con Porto Rico ha disputato i Giochi panamericani di Rio de Janeiro 2007.